# Musée de Préhistoire
A carnaci őstörténeti múzeum, a Musée de Préhistoire a franciaországi Bretagne félszigetének területén és különösen Carnac környékén fellelhető újkőkorszaki leletek bemutatására koncentrál. A múzeum Európa egyik legjelentősebb, 350 000 feletti darabból álló őstörténeti gyűjteményét őrzi, amelyek 200, köztük 120 megalitikus lelőhelyről származnak. A múzeum elnyerte a „Történelmi emlékhely” és a „Franciaország múzeuma” címeket a francia államtól.

## Története
A múzeumot 1882-ben alapították a környéken talált megalitikus emlékek bemutatására. Ezt megelőzően a különböző ásatások során talált leletek más múzeumokba kerültek, Vannes Le Mans, Saint-Germain-en-Laye városokba, sőt egyes darabok a British Museumba is eljutottak Londonba. A carnaci múzeum létrehozása után minden újonnan fellelt tárgy helyben maradt, ide került.
A múzeum létrejötte elsősorban két személy, James Miln skót régész (a múzeum kezdetben az ő nevét viselte) és tanítványa, Zacharie Le Rouzic tevékenységének eredménye. Az eredeti épülete már nem létezik. A múzeum 1984-ben költözött jelenlegi, eredetileg egyházi célokra épült 19. századi épületébe. 
A múzeum gyűjtési területét térben nyugaton az Étel folyó, keleten pedig a Rhuys félsziget által határolt területben határozták meg Bretagne déli részén. Időben a gyűjtés az őskőkortól a galloromán időkig terjed. 

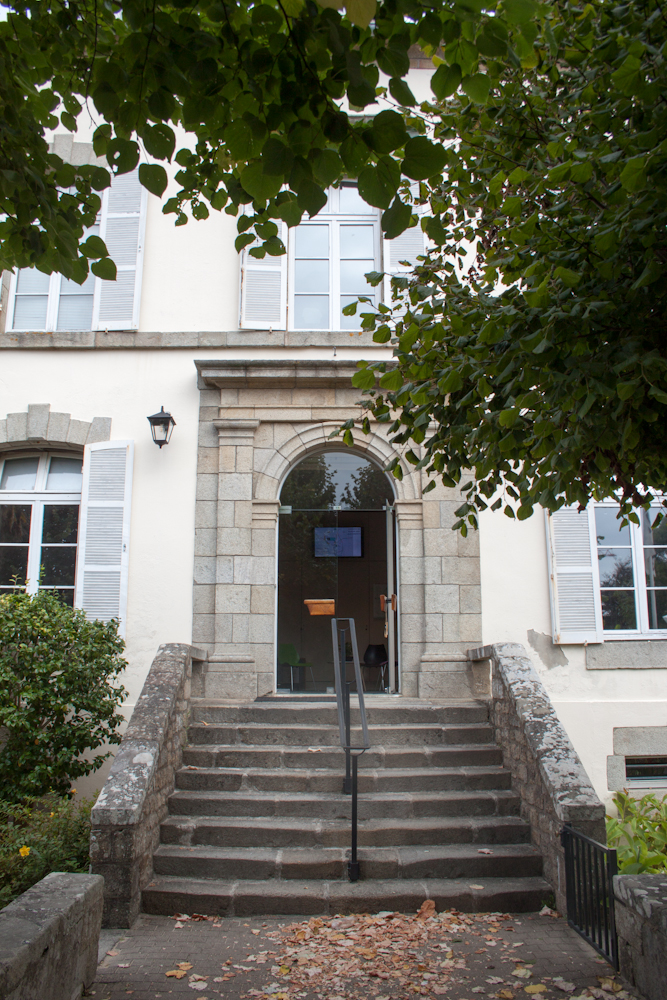
Főbejárat
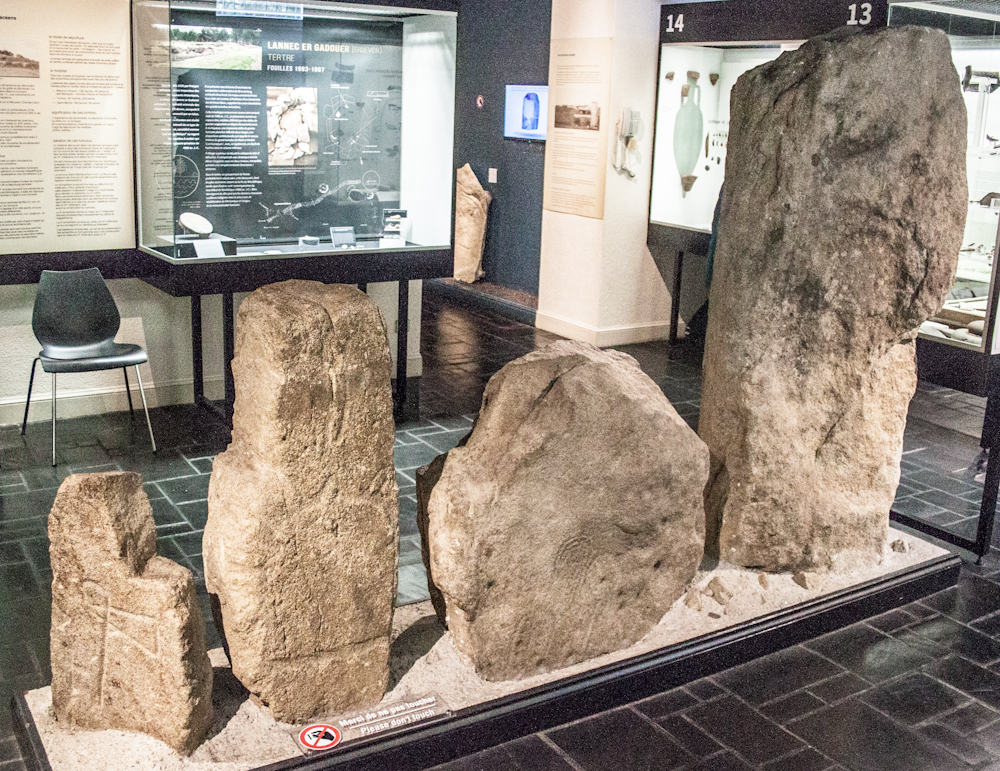
Vésett sztélék
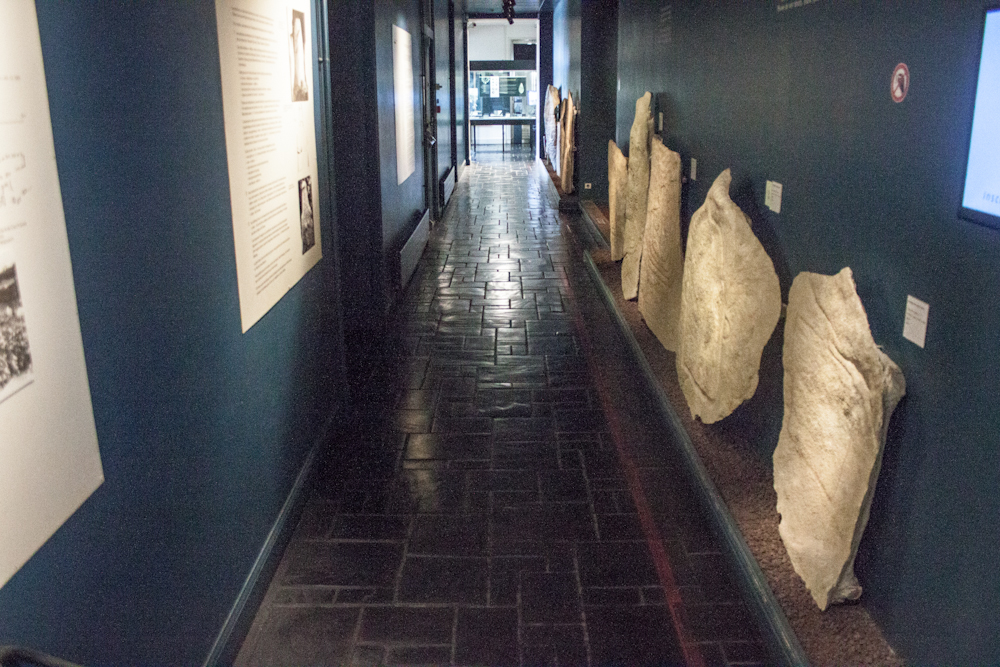
Folyosó menhirekkel
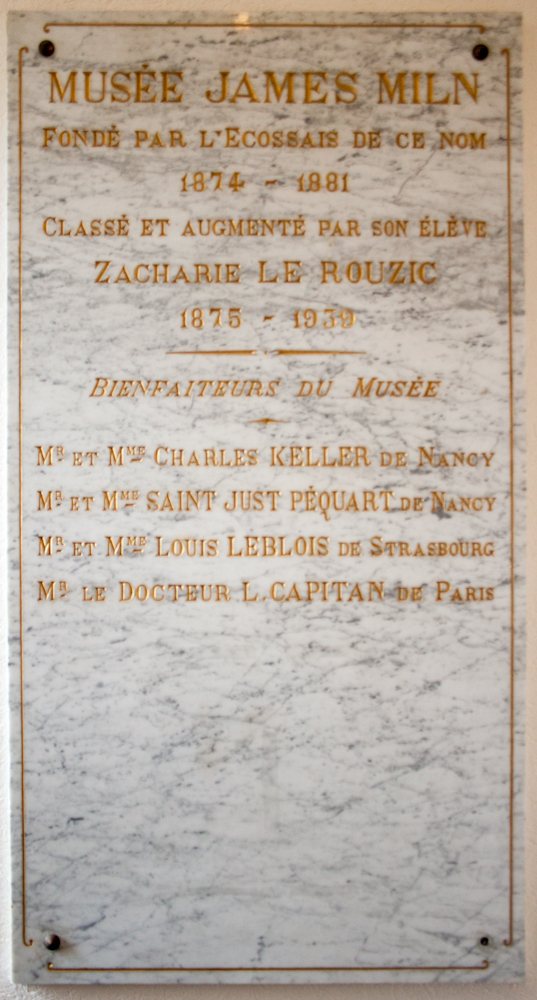
Az alapítók emléktáblája

## Gyűjteményei
A kiállítás első részében bemutatott legrégebbi leletek, a homo erectus által készített pattintott kőeszközök, szerszámok az őskőkorszakból származnak, körülbelül 450 000 évvel ezelőttről, a carnaci Saint-Colomban lelőhelyről. Ezek egy interglaciális időszakban készültek, amikor az európai Homo erectus egy partmenti szikla tövében, a korabeli kavicsos tengerparton szerszámokat pattintott az ott található kövekből. Ugyanitt találták a mintegy 100 000 éves, a középső paleolitikumból származó kőeszközöket, a neandervölgyi emberhez köthető Moustier-kultúra darabjait, a Levallois módszerrel készült pattintott kőszerszámokat.
A következő tárlókban már az utolsó jégkorszak utáni, a középső kőkorszak vadász-gyűjtögető társadalmának leletei láthatók, amelyek Carnac környékén nagyjából egyidejűleg a neolitikus kor emberei által állított első megalitikus kőemlékekkel. A legfontosabb lelőhelyek Hœdic és Téviec szigetéről származnak temetkezésekből, amelyek már jól mutatják a társadalmi különbségek megjelenését a korabeli közösségekben. A Hœdic szigetén talált egyik sírban egy 25 éves nő maradványait találták meg, amit 800 kagylóhéjjal és más gazdag mellékletekkel láttak el. A szénizotópos kormeghatározás szerint a temetésre i. e. 5320 és i. e. 5070 között került sor, így ez az eddigi legrégebbi nyugat-európai temetkezési lelet. A kagylók különben jelentősen hozzájárultak a halott csontjainak megkövesedéséhez.
Ezután a kiállítás a megalitikus építészet fejlődését mutatja be i. e. 4670 és i. e. 2000 között a helyi leletek alapján. A környéken található öt nagy halomsír közül a legnagyobb a Tumulus Saint-Michel. A gazdag leletek arra mutatnak, hogy az e korban lezajló globális felmelegedés jobb életkörülményeket biztosított az itt élő embereknek. A kőbalták fontosak voltak az erdők irtásához, a különleges anyagokból, így az Alpokból származó jáde kőből készült, finoman csiszolt példányok a szertartásokban, illetve rangjelzésként kaphattak szerepet. A már a paleolitikumban megjelenő kerámiák széles körben elterjedtek, lehetővé tették a termény jobb megőrzését, a főzés új módszereinek kialakulását.
A kiállítás részletesen foglalkozik a közeli halomsírokban fellelt újkőkori ékszerek közül a legértékesebbekkel, a callaïs nevű kövekből készült nyakláncokkal.

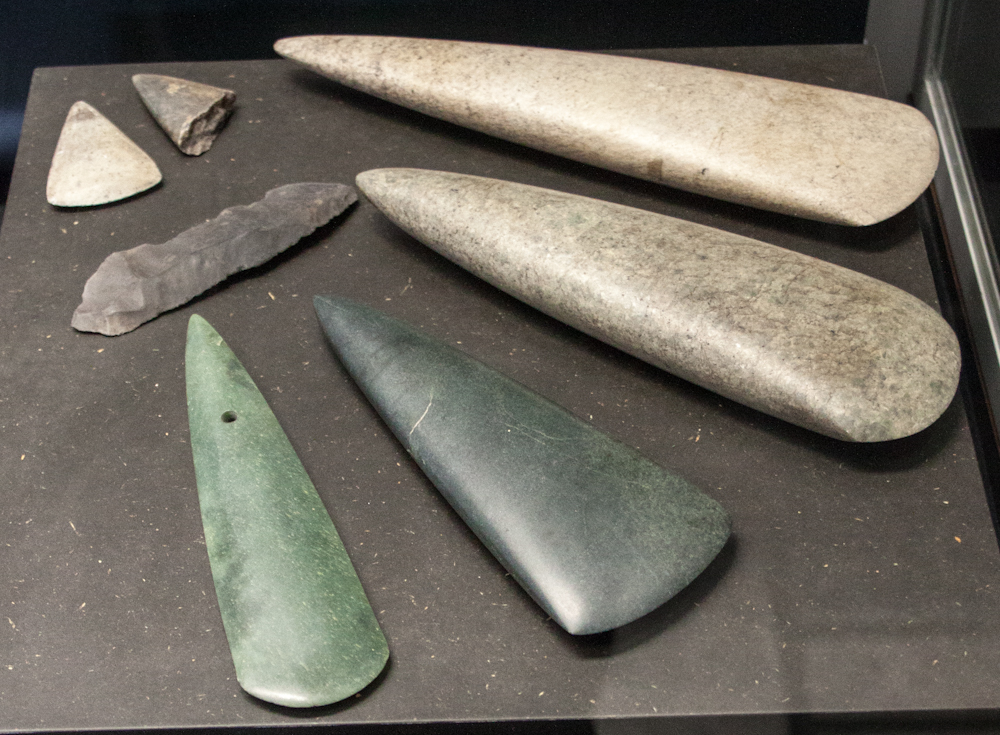
Csiszolt, szertartási célú kőbalták
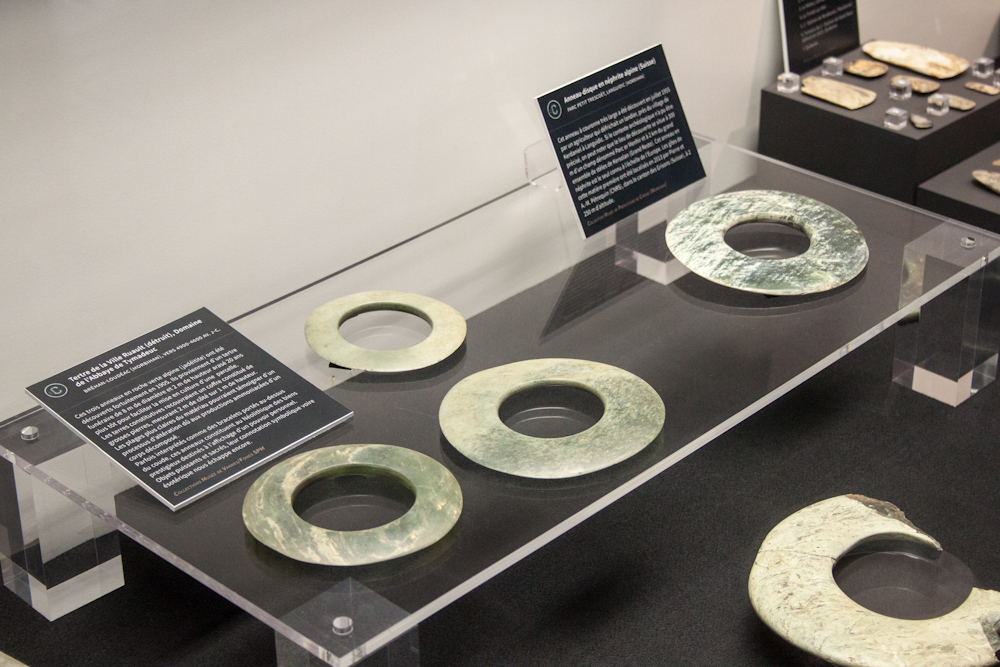
Csiszolt kőgyűrűk
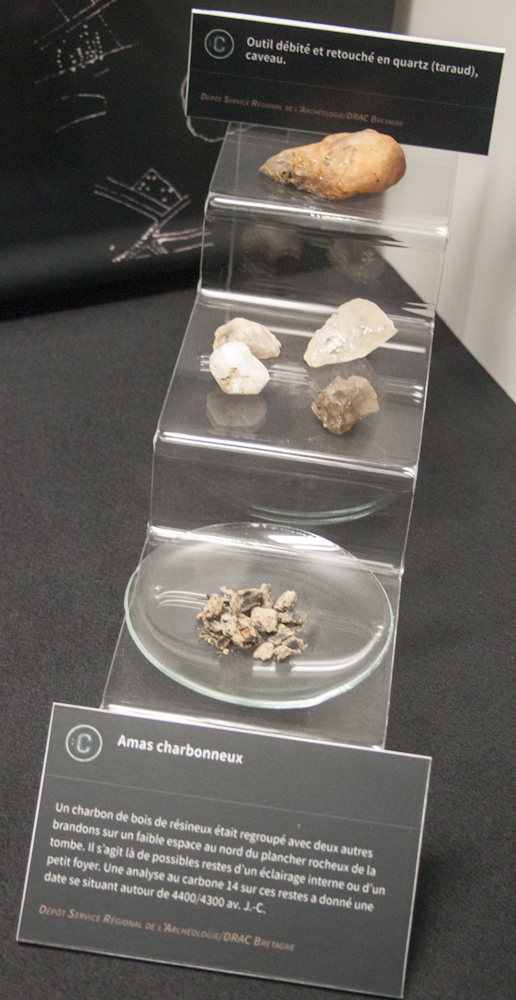
Kvarceszközök és faszénmaradvámy, i. e. 4400–4300
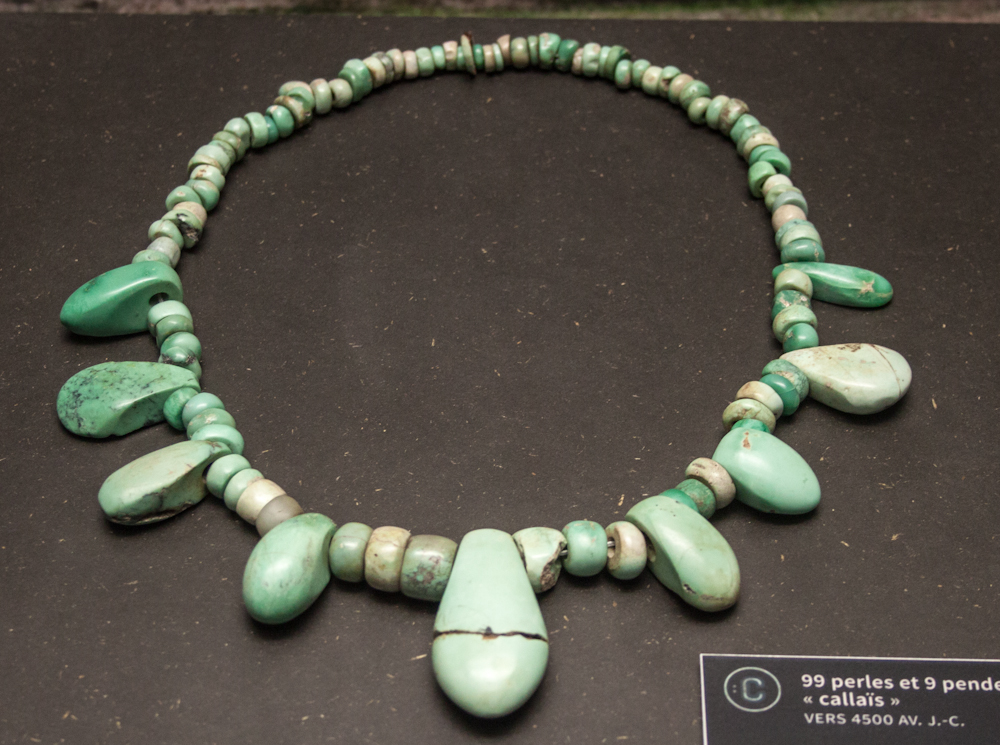
99 kőgyöngyből és kilenc függőből álló callaïs nyaklánc

A kiállítás további részei a bronzkorszak, a vaskorszak (mind a hallstatti, mind a La Tène-kultúra korából) és a galloromán periódus leleteit mutatják be. 

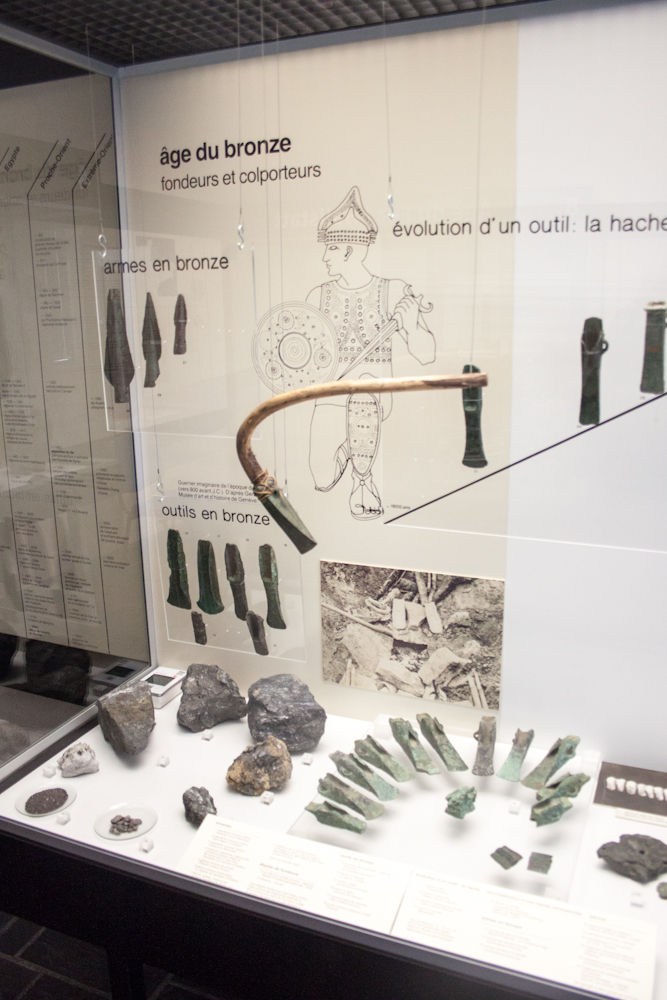
Bronzkorszaki leletek
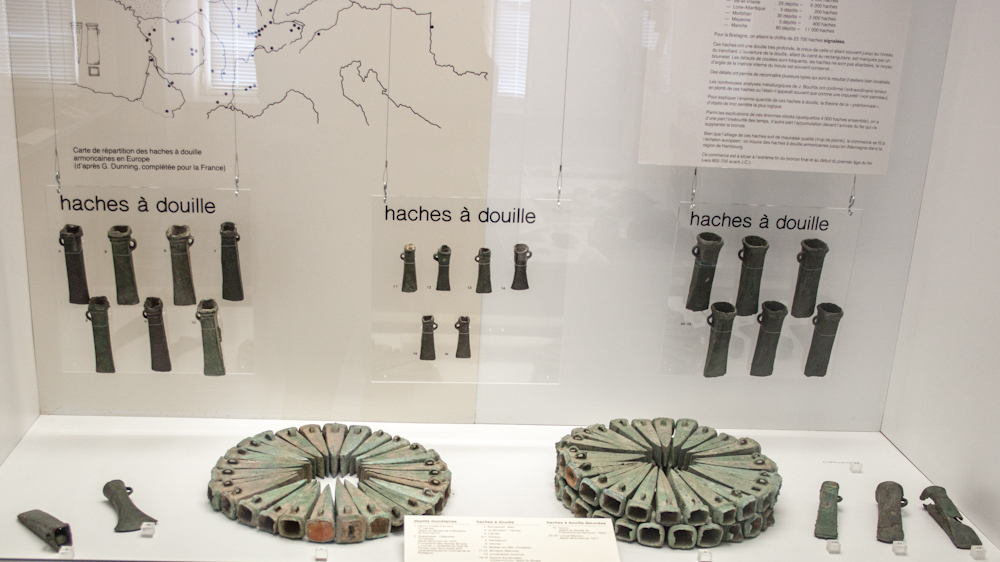
A tárló alján látható bronz fejszék ezres nagyságrendben kerültek elő; értékmérőként, csereeszközként is funkcionálhattak
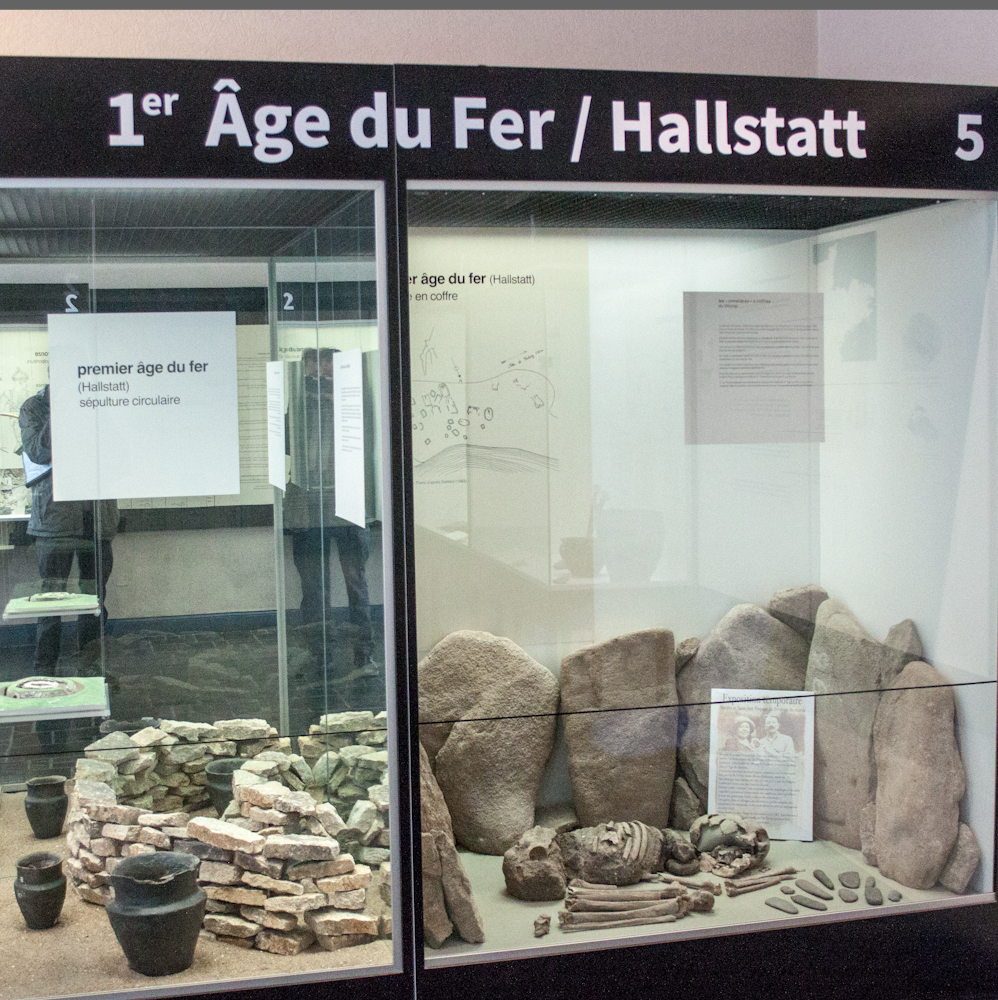
Vaskorszaki leletek

A kiállítás utolsó termeit a környéken már évszázados múltra visszatekintő régészeti munka emlékeinek, a feltárások vezető személyiségeinek szentelték.